# Młodzieżowe Mistrzostwa Ameryki Południowej w Lekkoatletyce 2014
6. Młodzieżowe Mistrzostwa Ameryki Południowej w Lekkoatletyce – zawody lekkoatletyczne, które odbyły się w urugwajskim Montevideo od 3 do 5 października 2014.

## Rezultaty

### Mężczyźni
| Konkurencja:                  | 1. miejsce | Rezultat   | 2. miejsce                                                                    | Rezultat   | 3. miejsce                                                                                 | Rezultat    |
| Bieg na 100 m                 | Andy Martínez | 10,40      | Aldemir da Silva Junior                                                       | 10,47      | Enrique Polanco                                                                            | 10,53       |
| Bieg na 200 m                 | Aldemir da Silva Junior                                                                                               | 20,50      | Fredy Maidana                                                                 | 20,90 NR   | Diego Armando Palomeque                                                                    | 21,02       |
| Bieg na 400 m                 | José Meléndez | 46,05      | Bernardo Baloyes                                                              | 46,11      | Alexander Ruso                                                                             | 46,35       |
| Bieg na 800 m                 | Joseilton Cunha | 1:48,47    | Lucas Gabriel Rodrigues                                                       | 1:49,37    | Lucirio Garrido                                                                            | 1:48,60     |
| Bieg na 1500 m                | Carlos Díaz | 3:44,52    | Javier Marmo                                                                  | 3:47,47    | Kevin Angulo                                                                               | 3:47,82 NJR |
| Bieg na 5000 m                | Matias Silva | 13:57,58   | José Luis Rojas                                                               | 14:02,37   | Yerson Orellana                                                                            | 14:04,30    |
| Bieg na 10 000 m              | Matias Silva | 30:13,81   | Daniel Toroya                                                                 | 30:16,50   | Ariel Méndez                                                                               | 30:19,61    |
| Bieg na 3000 m z przeszkodami | Robert Tello | 8:57,49    | Thiarles dos Santos                                                           | 9:02,16    | Juan Guillermo Medina                                                                      | 9:08,59     |
| Bieg na 110 m przez płotki    | Jonathas Felipe Brito                                                                                                 | 13,69w     | Eduardo de Deus                                                               | 13,85w     | Diego Lyon                                                                                 | 13,98w      |
| Bieg na 400 m przez płotki    | Wesley Diego Martins                                                                                                  | 51,12      | Jefferson Valencia                                                            | 51,19      | Alfredo Emilio Sepúlveda                                                                   | 51,56       |
| Sztafeta 4 × 100 m            | Brazylia · Rodrigo Pereira do Nascimento · Ricardo Mario de Souza · Antonio César Rodrigues · Aldemir da Silva Junior | 39,74      | Paragwaj · Cristián Leguizamón · Fredy Maidana · Jesús Cáceres · Ángel Ayala  | 40,88 NR   | Chile · Patricio Colarte · Sergio Aldea · Sergio Germain · Enrique Polanco                 | 41,20       |
| Sztafeta 4 × 400 m            | Brazylia · Anderson Machado dos Santos · Lucas Santos · Carlos Eduardo Pereira Grachet · Alexander Ruso               | 3:08,95    | Chile · Alfredo Sepúlveda · Sergio Garmain · Alejandro Peirano · Sergio Aldea | 3:11,93    | Kolumbia · Diego Palomeque · Miguel Ángel Alvarado · Jefferson Valencia · Bernardo Baloyes | 3:11,95     |
| Chód na 20 000 m              | Manuel Soto | 1:23:22,70 | Richard Vargas                                                                | 1:23:25,60 | Kenny Martín Pérez                                                                         | 1:25:08,40  |
| Skok wzwyż                    | Fernando Ferreira | 2,24       | Eure Yáñez                                                                    | 2,18       | Alexander Bowen                                                                            | 2,15        |
| Skok o tyczce                 | José Rodolfo Pacho | 5,10       | Jeff Oliverio                                                                 | 5,00       | Walter Viáfara                                                                             | 4,85        |
| Skok w dal                    | Rebert Firmiano | 7,60       | Paulo Sergio Oliveira                                                         | 7,59       | Juan Mosquera                                                                              | 7,40        |
| Trójskok                      | Kauam Kamal Aleixo Bento                                                                                              | 15,77w     | Alvaro Cortéz                                                                 | 15,36      | Mateus Daniel de Sá                                                                        | 15,20       |
| Pchnięcie kulą                | Willian Braido | 18,98      | Willian Venancio                                                              | 17,61      | Juan José Caicedo                                                                          | 16,17       |
| Rzut dyskiem                  | Mauricio Ortega | 60,46      | Felipe Lorenzon                                                               | 56,21      | Mario Luiz Junior                                                                          | 55,40       |
| Rzut młotem                   | Joaquín Gómez | 67,98      | Humberto Mansilla                                                             | 65,27      | Gabriel Enrique Kehr                                                                       | 63,38       |
| Rzut oszczepem                | Braian Toledo | 77,75      | Tomás Guerra                                                                  | 70,00      | Edgar Fabián Jara                                                                          | 68,78       |
| Dziesięciobój                 | Renato dos Santos | 7025 pkt.  | Guillermo Ruggeri                                                             | 6887 pkt.  | Yuri Ventura Faustino da Silva                                                             | 6868 pkt.   |

### Kobiety
| Konkurencja:                  | 1. miejsce                                                                                            | Rezultat   | 2. miejsce                                                                   | Rezultat   | 3. miejsce                                                                              | Rezultat   |
| Bieg na 100 m                 | Andrea Purica                                                                                         | 11,50 NR   | Bruna Jéssica Farias                                                         | 11,52      | Vitoria Cristina Rosa                                                                   | 11,64      |
| Bieg na 200 m                 | Bruna Jéssica Farias                                                                                  | 23,61      | Isidora Jiménez                                                              | 23,72      | Karina da Rosa                                                                          | 23,72      |
| Bieg na 400 m                 | Déborah Rodríguez                                                                                     | 52,53      | Natalia da Silva                                                             | 53,14      | Letícia de Souza                                                                        | 53,96      |
| Bieg na 800 m                 | Déborah Rodríguez                                                                                     | 2:08,65    | Mariana Borelli                                                              | 2:09,24    | María Pía Fernández                                                                     | 2:09,89    |
| Bieg na 1500 m                | Flavia de Lima                                                                                        | 4:21,05    | Erika Lima                                                                   | 4:23,58    | Zulema Arenas                                                                           | 4:25,30    |
| Bieg na 5000 m                | Soledad Torre                                                                                         | 16:39,95   | Jovana de la Cruz                                                            | 16:43,40   | Giselle Alvarez                                                                         | 16:51,22   |
| Bieg na 10 000 m              | Giselle Alvarez                                                                                       | 35:28,30   | Luz Mery Rojas                                                               | 35:32,36   | Jéssica Margot Paguay                                                                   | 35:35,75   |
| Bieg na 3000 m z przeszkodami | Zulema Arenas                                                                                         | 10:06,25   | Jovana de la Cruz                                                            | 10:18,74   | July Da Silva                                                                           | 10:34,62   |
| Bieg na 110 m przez płotki    | Génesis Romero                                                                                        | 13,51w     | Gabriela Lima                                                                | 13,81w     | Maria Ignacia Eguiguren                                                                 | 13,93w     |
| Bieg na 400 m przez płotki    | Déborah Rodríguez                                                                                     | 58,49      | Geisa dos Santos                                                             | 59,53      | Brenda da Costa                                                                         | 60,86      |
| Sztafeta 4 × 100 m            | Brazylia · Vitoria Cristina Rosa · Bruna Jéssica Farias · Andressa Fidelis · Evelyn Oliveira de Paula | 45,44      | Wenezuela · Johana Pirela · Andrea Purica · Génesis Romero · Nediam Vargas   | 46,50      | Chile · Macarena Borie · Josefina Gutiérrez · María Ignacia Eguiguren · Isidora Jiménez | 46,80      |
| Sztafeta 4 × 400 m            | Brazylia · Jéssica Roberti da Silva · Lourdes de Souza Dallazem · Natalia da Silva · Flavia de Lima   | 3:42,07    | Wenezuela · Johana Pirela · Maryury Valdez · Odellani Monges · Nediam Vargas | 3:45,89    | Urugwaj · Laura Lupano · María Pía Fernández · Yenifer Silva · Déborah Rodríguez        | 3:50,35    |
| Chód na 20 000 m              | Wendy Cornejo                                                                                         | 1:37:43,10 | Angela Castro                                                                | 1:38:55,70 | Yeseida Carrillo                                                                        | 1:42:20,50 |
| Skok wzwyż                    | Tamara de Souza                                                                                       | 1,82       | Ana Paula de Oliveira                                                        | 1,82       | Betsabé Páez                                                                            | 1,76       |
| Skok o tyczce                 | Robeilys Peinado                                                                                      | 3,90       | Juliana Campos                                                               | 3,70       | Noelina Madarieta                                                                       | 3,60       |
| Skok w dal                    | Yulimar Rojas                                                                                         | 6,36       | Jéssica Carolina dos Reis                                                    | 6,35       | Yuliana Angúlo                                                                          | 6,16       |
| Trójskok                      | Yulimar Rojas                                                                                         | 13,35      | Nubia Soares                                                                 | 13,31      | Claudine de Jesús                                                                       | 12,81      |
| Pchnięcie kulą                | Ivana Gallardo                                                                                        | 16,20      | Izabela da Silva                                                             | 15,95      | Estephania da Costa                                                                     | 15,18      |
| Rzut dyskiem                  | Izabela da Silva                                                                                      | 58,70 NJR  | Lidia Milena Cansian                                                         | 56,77      | Ivana Gallardo                                                                          | 51,75      |
| Rzut młotem                   | Mariana Grasielly Marcelino                                                                           | 61,18      | Paola Carolina Miranda                                                       | 57,06      | Mveh Gracelle                                                                           | 56,45      |
| Rzut oszczepem                | Edivania Araujo                                                                                       | 53,79      | Daniella Mieko Nisimura                                                      | 53,46      | Laura Paredes                                                                           | 51,19 NJR  |
| Siedmiobój                    | Evelyn Aguilar                                                                                        | 5333 pkt.  | Fiorella Chiappe                                                             | 5207 pkt.  | Karen Maria Lopes                                                                       | 5075 pkt.  |

## Rekordy
Podczas zawodów ustanowiono 5 krajowych rekordów w kategorii seniorów:
| Zawodnik                                                    | Reprezentacja | Konkurencja                     | Rezultat |
| ----------------------------------------------------------- | ------------- | ------------------------------- | -------- |
| Fredy Maidana                                               | Paragwaj      | bieg na 200 metrów              | 20,90    |
| Cristian Leguizamon Fredy Maidana Jesus Cáceres Angel Ayala | Paragwaj      | sztafeta 4 × 100 metrów         | 40,88    |
| Andrea Purica                                               | Wenezuela     | bieg na 100 metrów              | 11,50    |
| Déborah Rodríguez                                           | Urugwaj       | bieg na 400 metrów              | 52,53    |
| Maitte Torres                                               | Peru          | bieg na 400 metrów przez płotki | 61,21    |